# Open de Moselle 2004
L'Open de Moselle 2004 è stato un torneo di tennis giocato sul cemento indoor. È stata la 2ª edizione dell'Open de Moselle, che fa parte della categoria International Series nell'ambito dell'ATP Tour 2004. Si è giocato all'Arènes de Metz di Metz in Francia, dall'11 ottobre al 17 ottobre 2004. Il qualificato nº 185 del mondo Jérôme Haehnel è il vincitore del suo primo titolo ATP: in finale ha battuto il connazionale Richard Gasquet col punteggio di 7–6, 6–4. Era la prima finale per entrambi i tennisti.

## Campioni

### Singolare
Jérôme Haehnel ha battuto in finale  Richard Gasquet con il punteggio di 7–6(9), 6–4

### Doppio
Arnaud Clément /  Nicolas Mahut hanno battuto in finale  Ivan Ljubičić /  Uros Vico con il punteggio di 6–2, 7–6(8)